# Trommeslager
En trommeslager er en person, der spiller trommesæt. Personer, der spiller andre former for trommer kaldes percussionister.